# Cloris Leachman
Cloris Leachman (ur. 30 kwietnia 1926 w Des Moines, zm. 27 stycznia 2021 w Encinitas) – amerykańska aktorka i komiczka, której kariera trwała prawie osiem dekad.
Laureatka Oscara, Złotego Globu, Nagrody BAFTA i pięciu nagród Emmy. 20 września 1980 otrzymała własną gwiazdę w Alei Gwiazd w Los Angeles znajdującą się przy 6435 Hollywood Boulevard.

## Życiorys
Urodziła się w Des Moines w stanie Iowa jako najstarsza z trzech córek Cloris G. (z domu Wallace) Leachman i Berkeleya Claiborne’a „Bucka” Leachmana, właściciela firmy drzewnej Leachman Lumber Company. Jej babcia ze strony matki była pochodzenia czeskiego. Miała dwie młodsze siostry – Mary Wallace (1929–1996) i Claiborne (1932–2010). W 1944 ukończyła Roosevelt High School w Des Moines. Jako nastolatka Leachman pojawiała się w sztukach wystawianych przez lokalną młodzież w weekendy na Drake University w Des Moines. Studiowała na wydziale teatralnym na Northwestern University dzięki stypendium teatralnemu i była koleżanką z klasy przyszłych aktorów komediowych Paula Lynde’a i Charlotte Rae. W 1946 pojawiła się jako Miss Chicago w telewizji po udziale w konkursie Miss America. Po zdobyciu stypendium w konkursie Miss America i zajęciu miejsca w pierwszej szesnastce, Leachman studiowała aktorstwo pod kierunkiem Elii Kazana w Actors Studio w Nowym Jorku.  
W 1948 zadebiutowała na Broadwayu w roli Addie w komedii Anity Loos Wszystkiego najlepszego z okazji urodzin. W 1952 wystąpiła jako Nellie Forbush w musicalu Rodgersa i Hammersteina South Pacific. W 1950 zagrała Celię w komedii Williama Szekspira Jak wam się podoba z Katharine Hepburn. W 1951 otrzymała nagrodę Theatre World za rolę Evelyn w przedstawieniu Historia na niedzielny wieczór.  
Po raz pierwszy pojawiła się na kinowym ekranie (niewymieniona w czołówce) jako stała bywalczyni klubu nocnego w sekwencji Vaughna Monroe’a w dramacie muzycznym Edgara G. Ulmera Carnegie Hall (1947). Przełomem stała się Oscarowa kreacja Ruth Popper, niewiernej żony nauczyciela  wychowania fizycznego w dramacie Petera Bogdanovicha Ostatni seans filmowy (1972), opartym na bestsellerowej książce Larry’ego McMurtry’ego, a pierwotnie rolę proponowano Ellen Burstyn. Od tego momentu kariera Cloris Leachman po czterdziestce nabrała rozpędu, z nagradzanymi rolami zabawnej i zarozumiałej Phyllis Lindstrom w sitcomie CBS Mary Tyler Moore Show (1970–77) i późniejszym spin-offie Phyllis (1975–77). Na zawsze zapisała się w historii kina dzięki swoim postaciom w klasycznych satyrach Mela Brooksa – Młody Frankenstein (Young Frankenstein, 1974) jako pani Blucher i Historia świata: Część I (History of the World: Part I, 1981) jako madame Lafarge. Od 11 lutego 2001 do 14 maja 2006 wystąpiła w roli babci Idy w jedenastu odcinkach sitcomu Foxa Zwariowany świat Malcolma (Malcolm in the Middle).
14 maja 2006 otrzymała doktorat honoris causa Drake University.
Brała udział w siódmej edycji amerykańskiego wydania Tańca z gwiazdami jako najstarsza uczestniczka (w wieku 82 lat). Zajęła 7. miejsce.
W marcu 2009 wydała wspomnienia Cloris: My Autobiography. 
Zmarła 27 stycznia 2021 w swoim domu w Encinitas w Kalifornii w wieku 94 lat. Przyczyną zgonu był udar, a czynnikiem współistniejącym był COVID-19.

## Filmografia
Filmy fabularne
- 2010: Expecting Mary jako Annie
- 2009: American Cowslip jako Sandy
- 2009: Zakochany Nowy Jork (New York, I Love You) jako Mitzie
- 2009: Love Takes Wing jako Hattie Clarence
- 2009: Family Dinner jako babcia Gladys Gibson
- 2009: Bękarty wojny (Inglourious Basterds) jako pani Himmelstein (sceny usunięte)
- 2008: Ponyo (Gake no ue no Ponyo) jako Yoshie (głos)
- 2008: Kobiety (The Women) jako Maggie
- 2007: Lake Placid 2 jako Sadie Bickerman
- 2006: Straszny film 4 (Scary Movie 4) jako pani Norris
- 2006: Święto piwa (Beerfest) jako Wielka Gam Gam
- 2005: Pani Harris (Mrs. Harris) jako Pearl „Billie” Schwartz
- 2005: Kalifornijczycy (The Californians) jako Eileen Boatwright
- 2005: Wykiwać klawisza (The Longest Yard) jako Lynette Reynolds
- 2005: Sky High jako siostra Spex
- 2004: Trudne słówka (Spanglish) jako Evelyn Wright
- 2003: Alex i Emma (Alex & Emma) jako babcia
- 2003: Zły Mikołaj (Bad Santa) jako babcia (niewymieniona w czołówce)
- 2003: Crazy Love
- 2002: Manna From Heaven jako Helen
- 2000: Gorąca linia (Hanging Up) jako Pat Mozell
- 2000: Rodzina Amati (The Amati Girls) jako Dolly
- 1999: Koncert na 50 serc (Music of the Heart) jako Assunta Guaspari
- 1999: Gen 13 jako Helga (głos)
- 1999: Stalowy gigant (The Iron Giant) jako pani Lynley Tensedge (głos)
- 1997: Życzenie Annabelli (Annabelle's Wish) jako ciotka Agnes (głos)
- 1997: Nigdy nie jest za późno (Never Too Late) jako Olive
- 1995: Koniec niewinności (Now and Then) jako babcia Albertson
- 1995: Miłość i honor (Between Love & Honor) jako Anna Collura
- 1994: Troll w Nowym Jorku (A Troll In Central Park) jako królowa Gnorga (głos)
- 1993: Bogate biedaki (The Beverly Hillbillies) jako babcia
- 1993: My Boyfriend's Back jako Maggie
- 1993: Miracle Child jako Doc Betty
- 1993: Fałszywe oskarżenie (Without a Kiss Goodbye) jako pani Samuels
- 1993: Czary-Mary (Double, Double, Toil and Trouble) jako ciotka Agatha / ciotka Sofia
- 1993: Podglądacz (Fade to Black) jako Ruth
- 1992: Spies jako Pamela Beale
- 1991: W biały dzień (In Broad Daylight) jako Ruth Westerman
- 1991: Kawałek nieba (A Little Piece of Heaven) jako Edwina McKevin
- 1991: The Giant of Thunder Mountain jako narrator / starsza Amy
- 1991: Miłość potrafi ranić (Love Hurts) jako Ruth Weaver
- 1990: Texasville jako Ruth Popper
- 1990: Szczęśliwe wydarzenie (Fine Things) jako Ruth Fine
- 1989: Renifer Świętego Mikołaja (Prancer) jako pani McFarland
- 1988: Going to the Chapel jako pani Haldane
- 1987: Jaś i Małgosia jako czarownica
- 1987: The Little Troll Prince jako królowa Sirena (głos)
- 1987: Walk Like a Man jako Margaret Shand
- 1987: The Facts of Life Down Under jako Beverly Ann Stickle
- 1987: Magiczne pianino (Sparky's Magic Piano, głos)
- 1986: Laputa – podniebny zamek (Tenkû no shiro Rapyuta) jako Dola (głos)
- 1986: My Little Pony: The Movie jako Hydia (głos)
- 1986: Shadow Play jako Millie Crown
- 1985: Blind Alleys jako Fran Sato
- 1985: Deadly Intentions jako Charlotte Raynor
- 1985: Breakfast with Les and Bess jako Bess Dischinger
- 1984: Ernie Kovacs (Ernie Kovacs: Between the Laughter) jako Mary Kovacs
- 1983: Dixie: Nowe doświadczenie (Dixie: Changing Habits) jako siostra Eugenio
- 1983: Morderczy demon (The Demon Murder Case) jako Joan Greenway
- 1982: Miss All-American Beauty jako Agatha Blaine
- 1981: Historia świata: Część I (History of the World: Part I) jako madame Lafarge
- 1981: Żołędziowi ludzie (The Acorn People) jako pielęgniarka Betty Nelson
- 1981: Yesterday jako pani Kramer
- 1981: Advice to the Lovelorn jako Maggie Dale
- 1980: Studencka miłość (Foolin' Around) jako Samantha
- 1980: Herbie Goes Bananas jako ciocia Louise Trends
- 1980: The Oldest Living Graduate jako Maureen
- 1979: Wielka wyprawa muppetów (The Muppet Movie) jako sekretarka lorda
- 1979: Willa jako Darla Jean
- 1979: Afera na North Avenue (The North avenue irregulars,) jako Claire Porter / Phantom Fox
- 1979: Łowcy rupieci (Scavenger Hunt) jako Mildred Cruthers
- 1979: Mrs. R's Daughter jako Ruth Randell
- 1979: S.O.S. Titanic jako Margaret 'Molly' Brown
- 1978: Long Journey Back jako Laura Casella
- 1977: Lęk wysokości (High Anxiety) jako siostra Charlotte Diesel
- 1977: It Happened One Christmas jako Clara Oddbody, anioł stróż Mary
- 1977: The Mouse and His Child jako Euterpe (głos)
- 1976: The Love Boat jako Iris Havlicek
- 1975: Śmiertelny krzyk (Death Scream) jako pani Singleton
- 1975: Szalona mama (Crazy Mama) jako Melba
- 1975: Dziewczynka o imieniu Sooner (A Girl Named Sooner) jako Old Mam Hawes
- 1975: Ladies of the Corridor jako Lulu Ames
- 1975: Someone I Touched jako Laura Hyatt
- 1974: Młody Frankenstein (Young Frankenstein) jako pani Blucher
- 1974: Daisy Miller jako pani Ezra Miller
- 1974: Death Sentence jako Susan Davies
- 1974: Ernie, Madge and Artie
- 1974: Thursday’s Game jako Lois Ellison
- 1974: Pete 'n' Tillie jako Tillie Schaefer
- 1974: Hitchhike! jako Claire Stevens
- 1974: The Migrants jako Viola Barlow
- 1973: Dillinger jako Anna Sage
- 1973: Charley and the Angel jako Nettie Appleby
- 1973: Crime Club jako Hilary Kelton
- 1973: Happy Mother’s Day, Love George jako Ronda
- 1973: Dying Room Only jako Jean Mitchell
- 1973: A Brand New Life jako Victoria Douglas
- 1972: Haunts of the Very Rich jako Ellen Blunt
- 1972: Of Thee I Sing jako Mary
- 1971: Ostatni seans filmowy (The Last Picture Show) jako Ruth Popper
- 1971: Suddenly Single jako Joanne Hackett
- 1971: The Steagle jako Rita Weiss
- 1970: The People Next Door jako Tina Hoffman
- 1970: Lovers and Other Strangers jako Bernice Henderson
- 1970: WUSA jako Philomene
- 1969: Butch Cassidy i Sundance Kid (Butch Cassidy and the Sundance Kid) jako Agnes
- 1969: Silent Night, Lonely Night jako Ginny
- 1962: Raport Chapmana (The Chapman Report) jako panna Selby
- 1960: The Man in the Moon
- 1956: The Rack jako Caroline
- 1955: Śmiertelny pocałunek (Kiss Me Deadly) jako Christina Bailey
- 1947: Carnegie Hall jako Dancing Nightclub Patron – Vaughn Monroe sequence (niewymieniona w czołówce)

Seriale telewizyjne
- 2009: Fineasz i Ferb (Phineas and Ferb) jako mama Dundersztyca/Eliza P.P. Ognik (głos)
- 2009: Hawthorne jako pani Lachman
- 2009: Biuro (The Office) jako Lily Hanaday
- 2007: The Wedding Bells jako Edith Fleischman
- 2005: Dwóch i pół (Two and a Half Men) jako Norma
- 2005: Beach Girls jako ciotka Aida
- 2004: Joan z Arkadii (Joan of Arcadia) jako ciocia Olive
- 2001–2006: Zwariowany świat Malcolma (Malcolm in the Middle) jako babcia Ida
- 2001: Diagnoza morderstwo (Diagnosis Murder) jako Sudie
- 1997–2003: Dotyk anioła (Touched by an Angel) jako Ruth
- 1996–1997: Podróż do Ziemi Obiecane (Promised Land) jako ciocia Ethel Mooster
- 1994: The Nanny jako Clara Mueller (sezon 1 odcinek 10)

## Nagrody
| Rok  | Nagroda                   | Kategoria                                                 | Film / Serial                                           |
| ---- | ------------------------- | --------------------------------------------------------- | ------------------------------------------------------- |
| 1972 | Nagroda Akademii Filmowej | Najlepsza aktorka drugoplanowa                            | Ostatni seans filmowy (1971)                            |
| 1973 | Nagroda BAFTA             | Najlepsza aktorka drugoplanowa                            | Ostatni seans filmowy (1971)                            |
| 1973 | Nagroda Emmy              | Najlepsza aktorka w miniserialu lub filmie telewizyjnym   | Zupełnie nowe życie (A Brand New Life, TV 1973)         |
| 1974 | Nagroda Emmy              | Najlepsza aktorka drugoplanowa w serialu komediowym       | The Mary Tyler Moore Show (1973)                        |
| 1976 | Złoty Glob                | Najlepsza aktorka w serialu komediowym lub musicalu       | Phyllis (1975)                                          |
| 1984 | Nagroda Emmy              | Indywidualny występ w programie rozrywkowym lub muzycznym | Screen Actors Guild 50th Anniversary Celebration (1983) |
| 1998 | Nagroda Emmy              | Najlepszy gościnny występ aktorki w serialu dramatycznym  | Podróż do Ziemi Obiecanej (1997)                        |
| 2002 | Nagroda Emmy              | Najlepszy gościnny występ aktorki w serialu komediowym    | Zwariowany świat Malcolma (2001)                        |
| 2006 | Nagroda Emmy              | Najlepszy gościnny występ aktorki w serialu komediowym    | Zwariowany świat Malcolma (2005)                        |